# Sara Bahrami
Pour les articles homonymes, voir Bahrami.
Sara Bahrami (en persan : سارا بهرامی), née en  19 septembre 1982 à Ispahan, est une actrice iranienne du cinéma, du théâtre et de la télévision,,.

## Carrière
Diplômée en littérature théâtrale de l’université Azad de Téhéran, Sara Bahrami commence sa carrière sur la scène de théâtre.
Tehroon de Nader Takmil Homayoun est son premier film au cinéma. Elle se lance ainsi dans le cinéma et démontre qu’elle est douée pour jouer des rôles de plus en plus sérieux.

## Filmographie
- 2009 : Tehroon de Nader Takmil Homayoun
- 2015 : Man Diego Maradona Hastam (Le I Am Diego Maradona) de Bahram Tavakoli
- 2016 : Gita de Masoud Madadi
- 2016:  A House on 41st Street de Hamidreza Ghorbani
- 2017 : Italy Italy de Kaveh Sabbaghzadeh
- 2018 : Hezarpa de Abolhasan Davoodi
- 2018 : Jamshidie de Yalda Jabali
- 2018 : Darkoob (Le Picidae) de Behrouz Shoeybi
- 2019 : Sarkoob de Reza Gooran
- 2022 : Tuer le traître